# Oncousoecia robusta
Oncousoecia robusta är en mossdjursart som beskrevs av Canu och Bassler 1928. Oncousoecia robusta ingår i släktet Oncousoecia och familjen Oncousoeciidae. Inga underarter finns listade i Catalogue of Life.